# 安华·依布拉欣对慕尤丁的司法事件
安华·依布拉欣对慕尤丁的司法事件，是马来西亚第10任首相安华·依布拉欣于2025年8月5日在国会下议院的会议上，指控在野党国民联盟兼土著团结党主席慕尤丁·雅辛曾发表争议言论，但遭慕尤丁严厉反驳后，继而引起安华涉嫌误信虚假信息而发出争议指示的司法事件。

## 背景
2025年8月5日，马来西亚国会下议院的部长问答环节中，首相安华声称，他收到消息称，有一位国会议员在政府补贴问题上站出来为外国人辩护。乌鲁登嘉楼国会议员罗索华希随后要求安华提供解释，究竟是谁发表了这样的声明。
安华在回答罗索华希的提问中严厉批评在野党的行为，声称一些国民联盟议员在出席下议院会议之前，没有做好充分准备宣读其联盟主席慕尤丁的声明，并声称该声明是慕尤丁质疑政府在RON95汽油补贴问题上给外国人增加负担的做法。
支持向外国人提供津贴的在野党领袖就是国盟主席，即巴莪国会议员慕尤丁的言论，请去读一读巴莪（慕尤丁）的声明，他质疑政府为何要加重外国人的负担，毕竟外国人也为国家做出了贡献。下次来国会之前，先读一下，别光会撞板来打脸。如果是在（国会）外面，没关系，我不会回答，但我已经回答了这个问题。

### 慕尤丁否认声明

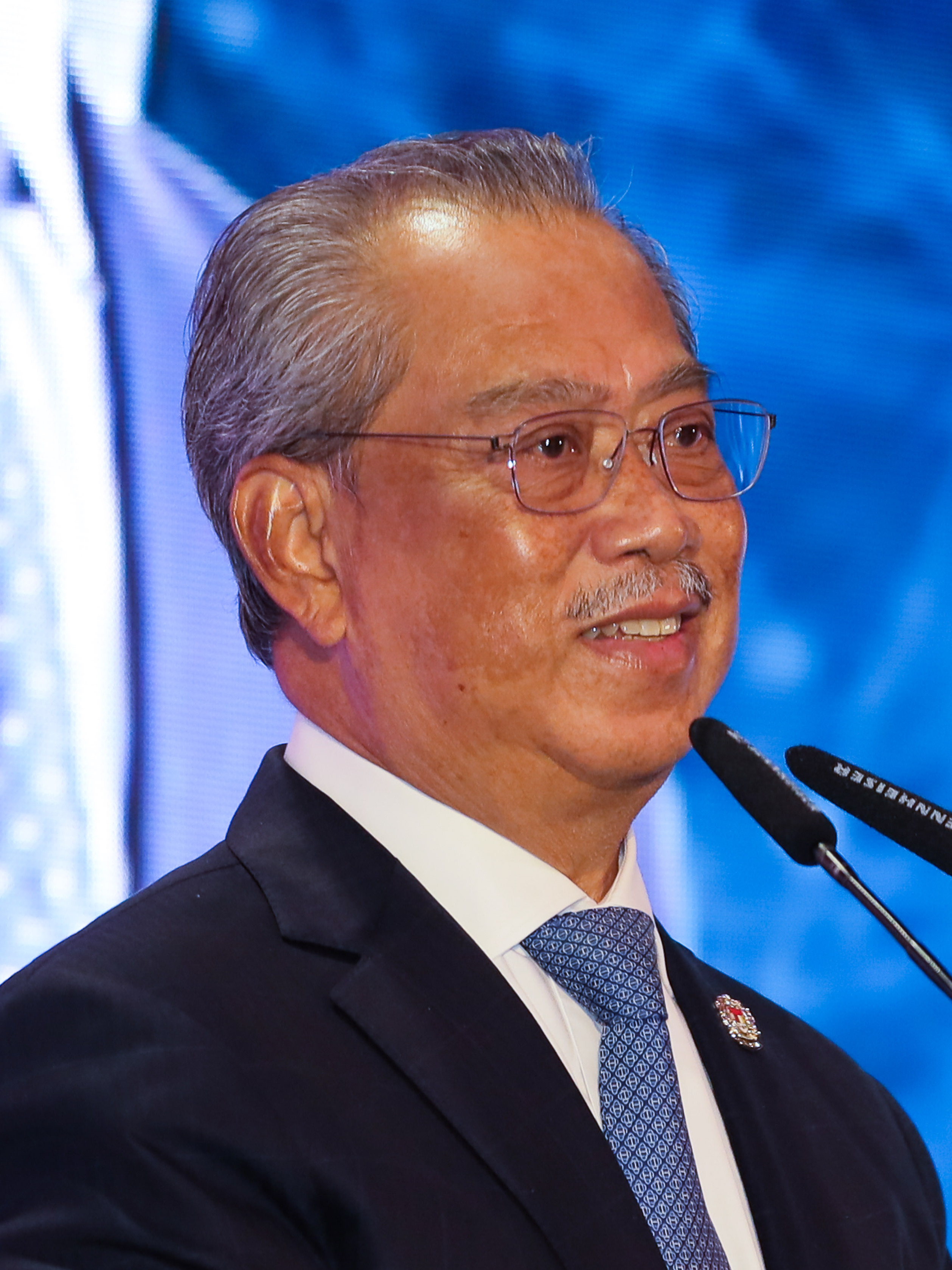
慕尤丁·雅辛

2025年8月5日，慕尤丁透过其社交媒体上传贴文表示，他强烈否认涉嫌为外国人辩护以获取RON95汽油补贴的指控：
我强烈反对这份声明，因为我一直都知道，我们关于补贴的原则和政策是为了马来西亚人，而不是外国人。这意味着首相没有进行适当的核实，就在国会发表了一份声明，仿佛这些声明都是正确的。我想问问（安华），他是在哪里、在什么时候读到这份声明的？是通过视频还是任何根本不存在的新闻发布会？他从哪里得到的？这份声明是真是假？如果是假的，那就意味着谎言。因此，我要求首相在一两天内提供证据，说明该声明的来源，以及该来源的真实性。如果是假的，那就意味着它本身就是诽谤和谎言。——慕尤丁·雅辛于2025年8月5日透过Facebook发布的贴文

### 政府指示命令
8月6日，首相办公室发表声明称，已注意到慕尤丁在RON95汽油问题上否认的声明，作为一个秉持透明度和责任感的政府，首相已下令通讯及多媒体委员会（MCMC）调查此事并采取适当行动。
于此同时，马来西亚通讯及多媒体委员会（MCMC）亦发表声明称，已注意到首相办公室就慕尤丁发表否认的指控声明，并已根据现有法律规定立即采取适当行动。MCMC亦在声明中提醒，公众不要滥用社交媒体平台传播任何未经证实的内容。
国会下议院议长佐哈里阿都表示，他也收到首相的信函，指示通讯及多媒体委员会进一步调查该言论的来源。

## 反应

### 慕尤丁要求安华道歉

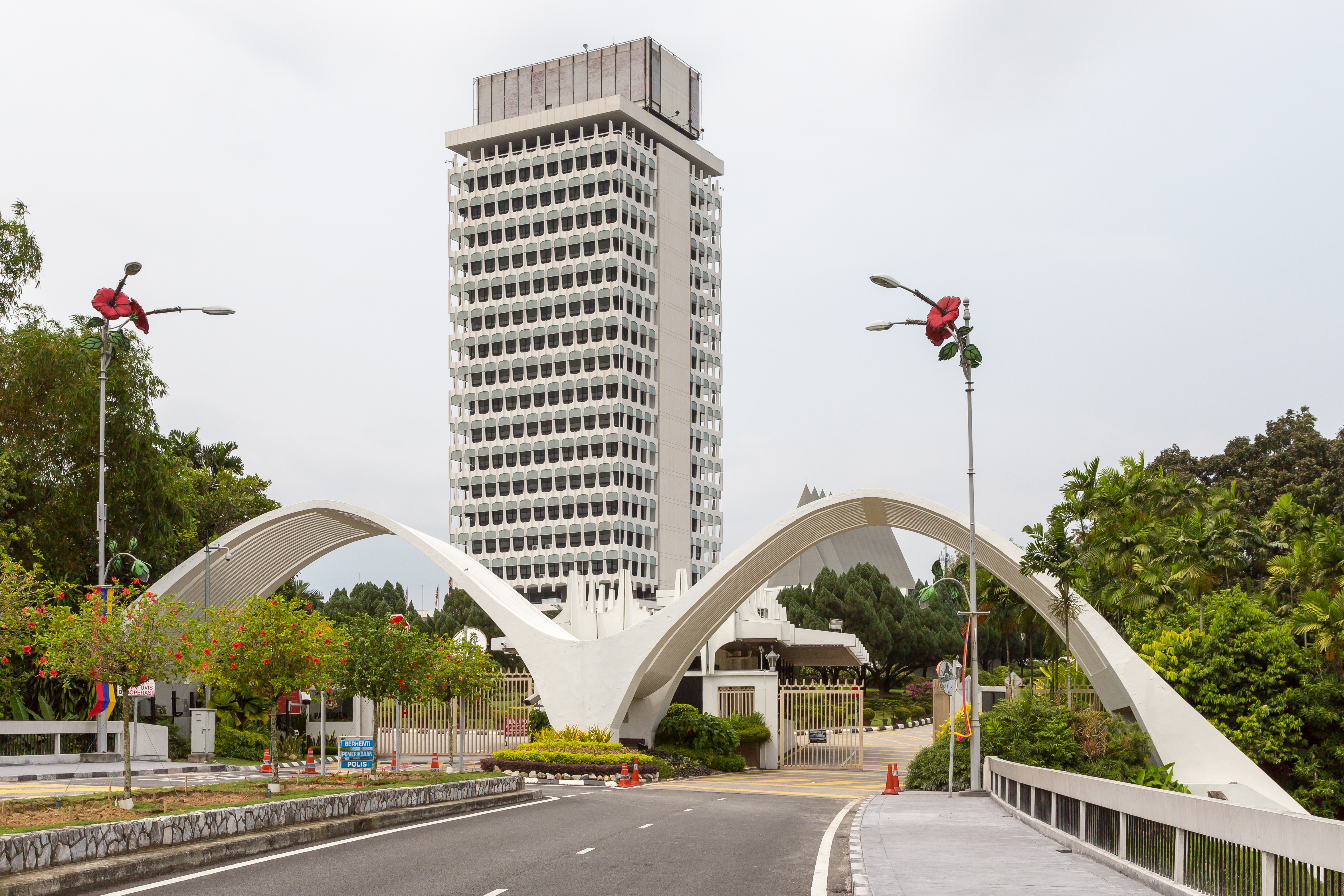
马来西亚国会大厦

2025年8月6日，慕尤丁在国会下议院辩论《第13个马来西亚计划》（RMK13） 的环节上，要求安华就声称他在RON95汽油补贴问题上为外国人辩护的言论道歉。慕尤丁提出警告称，国会豁免权并不能免除诽谤罪，并指若安华不向他道歉，他将向国会下议院提出动议，将安华提交至国会权利及特权委员会审议。此外，慕尤丁亦声称，他被告知MCMC已传唤他作为证人就此事进行调查，并认为该调查是安华滥用职权，以针对其个人问题。慕尤丁亦对MCMC是否也会对安华进行调查提出质疑，指出关于针对他的指控是由安华提出的，却反而要求MCMC调查是否存在该指控声明，而不是由安华本人提供证明来源。

### 其它反应
伊斯兰党宣传主任兼巴西马国会议员阿末法德里向伊斯兰党官方喉舌《哈拉卡》表示，他质疑安华在声称慕尤丁反对削减外国人补贴的指控声明来自TikTok上的一段视频。他指出，有关视频已被删除，并指该TikTok账户充斥着诽谤性视频以及使用虚假事实攻击国民联盟议员的视频。阿末法德里认为，若安华是引用这段视频，对于安华的媒体团队的粗心大意感到遗憾，并揶揄安华的媒体团队获得不少政府拨款，却不够专业掌握准确的信息。
土著团结党青年团团长莫哈末希尔曼·依汉表示，他对安华针对慕尤丁提出的指控并不感到意外，并形容安华为人常「歪曲事实和转移焦点」。他指出，在安华涉及污蔑慕尤丁以及国会下议院存有会议记录的情况下，安华必须承担责任，证明这些指控属实。与此同时，希尔曼亦表示，他对于首相援引流言蜚语而非事实而感到遗憾。
人民公正党巴西古当国会议员哈山卡林在接受《当今大马》采访时表示，认为首相安华必须就其涉嫌诽谤的言论向慕尤丁道歉。他强调，如果安华无法出示证据证明慕尤丁有说过「捍卫外国人获取RON95汽油补贴」的言论，首相向慕尤丁真诚道歉才是正确选择。哈山卡林亦指出，慕尤丁与安华都是穆斯林，他希望两人加强彼此的伊斯兰情谊，并且反对任何形式的诽谤性言论，且不认同国会豁免权的作用。
土著团结党乌鲁登嘉楼国会议员罗索华希发布一份声明，指责首相安华引用虚假新闻来源来攻击其他政党领导人，玷污议会机构的尊严。他在声明中表示，现任首相在崇高的国会下议院內，引用虚假及不真实的新闻来源，试图用恶意指控来打倒某人的作法令人难以接受。罗索华希亦表示，作为国家最高领导人，安华在议会等官方场合提出任何指控之前，应该更加负责、更加谨慎，并建议安华在指控慕尤丁之前，先做好调查研究。
民权共识党主席拉玛沙米就首相安华针对慕尤丁的汽油补贴问题指控中撒谎，要求安华必须承担责任。拉玛沙米表示，安华在国会发表不实言论的行为严重违反国会的规则和道德规范，并认为安华应该按照慕尤丁的要求，在国会内外向慕尤丁道歉。拉玛沙米指出，首相安华享有国会豁免权的保护，知道自己不会因为在国会下议院发表虚假言论而被控诽谤。他对此提出挑战，认为安华若相信自己所说的话，应该在国会外重复这些指控，让慕尤丁有权采取法律行动。

### 国会下议院
2025年8月8日，国会下议院议长佐哈里阿都在出席东盟成立58周年庆祝活动后，回应慕尤丁希望将安华提交至国会权利及特权委员会的请求。佐哈里阿都表示，他尚未收到拟提交的动议。8月9日，佐哈里阿都在出席一场新书发布会上，回应被提交至国会权利及特权委员会并被判有罪的国会议员，将会受到哪些行动或惩罚。他强调遵循现行法律的规定，而所有处罚均基于「宪法」和「国会规则」所规定的两项原则。

### 倡议
伊斯兰党宣传主任兼巴西马国会议员阿末法德里要求马来西亚反贪污委员会（MACC）应该根据触犯《2009年马来西亚反贪污委员会法令》第23条文，对安华可能滥用职权展开调查，该法令主要涉及滥用职权罪行，规定利用公职或职位获取贿赂或利益构成犯罪。阿末法德利还建议国会特别委员会或公共账目委员会（PAC）传唤通讯及多媒体委员会（MCMC）和首相办公室，就针对慕尤丁发出行政命令令的依据和理由作出解释。

## 调查

### 媒体调查
网络媒体《当今大马》根据安华提出的指控进行核查，表示未发现任何关于慕尤丁发表此类声明的记录，但发现在TikTok上有一个视频声称慕尤丁发表此类声明。《当今大马》的审查报告指出，该视频由TikTok账号Omgmymedia于7月23日上传，而视频提供的字幕让人误以为是慕尤丁的声明。《当今大马》的审查也指出，该TikTok账号已被删除，但视频已被其他账号分享，包括在其他社交媒体平台上，而该视频中信息的呈现方式与在社交媒体上传播虚假标题的方式类似，并引用伊斯兰党宣传主任阿末法德里在《哈拉卡》的报道。

### 司法调查
2025年8月7日，马来西亚通讯及多媒体委员会（MCMC）在一份声明中表示，慕尤丁是以「证人」的身份协助调查，并非调查对象。MCMC指出，相关调查涉及一个TikTok账户的内容，调查的重点是核实发布内容的背景，不涉及对慕尤丁的任何指控或提控。

#### 调查反应
伊斯兰党宣传主任兼巴西马国会议员阿末法德里表示，安华依布拉欣的行为严重滥用行政权力，并指出慕尤丁在下议院提出的政治声明并不包含任何可根据《1998年通讯及多媒体法令》第233条文进行调查的威胁、侮辱或不当沟通内容。他亦指出，通讯及多媒体委员会（MCMC）并非行政机关，不得被任意指示，因此就涉及个人政治纠纷的事宜向MCMC发出口头或公开指示是不恰当的。阿末法德里表示，MCMC接到安华依布拉欣要求调查慕尤丁的政治性质命令，可被解读为利用职务之便获取政治利益并向对手施压，可能触犯《2009年反贪污委员会法令》第23条的规定。他补充称，安华的行为也可能被视为侵犯慕尤丁作为公民的权利，该权利由《联邦宪法》第10(1)(a)条保障，即言论自由权。
土著团结党宣传主任敦法依沙·伊斯梅尔表示，慕尤丁应被视为散布假新闻问题的受害者，而不是证人，并指出首相安华才是应该接受调查的目标。敦法依沙指责，安华除了是虚假新闻的传播者之外，还负责向通讯及多媒体委员会（MCMC）提供虚假新闻来源的信息。
土著团结党打昔汝莪国会议员旺赛夫批评通讯及多媒体委员会没有采取行动对付安华，并质问通讯部副部长张念群，要求后者为通讯及多媒体委员会在某些情况下似乎无所作为提供解释。旺赛夫指出，若首相安华沒有做好功课，就不要在国会內发表不确定、错误和令人困惑的言论。旺赛夫亦引用警方正在调查网络媒体《MalaysiaNow》发表沙巴矿产勘探许可证丑闻的事件，以揶揄某些涉案人员可以免于任何法律诉讼。

## 声明

### 安华的承诺与反驳
2025年8月14日国会下议院的部长问答环节上，乌鲁登嘉楼国会议员罗索华希向首相安华提出询问，表示安华是否就其说法向慕尤丁道歉。安华解释称，其仍在等待通讯及多媒体委员会（MCMC）的调查结果，以确定3个信息来源是否属实。国会反对党领袖韩沙再努丁随即加入询问，指责安华正在回避解释真相。安华进一步解释称，他确认3个信息来源中有一个证实为虚假信息，他正在等待另外两个信息来源的调查结果。
|  | 关于我在国会发表的声明，我已将其提交给MCMC以获取所有相关证据。如果确认信息源头不可靠，那就是个错误，我（道歉）没问题。我已经要求MCMC获取解释（信息源头）。我参考了三个信息，其中一个已被证实为虚假信息。如果其他两个消息来源也被证实为虚假信息，我也没意见。如果MCMC证实了此事，我会稍后解释，并向巴莪（慕尤丁）道歉。 |

安华也驳斥在野党指控他下达指示调查慕尤丁，反称该指示是为了追查相关信息源头
|  | 这其中存在误会，有人说MCMC似乎正在调查巴莪（慕尤丁）。沒有，我想说明的是，这些信息源来自1、2、3个来源，请调查1、2、3个来源是否属实。如果并不属实，那么那些说法确实有误，无论如何，还是先等待MCMC的结果再说。 |

与此同时，安华也谴责一些在野党议员，表示他们经常在没有任何证据的情况下对他和政府提出严重指控，却从未得到任何道歉。

## 备注
1. ↑  罗索华希在该询问中提及，此前首相安华曾声称慕尤丁亦发表应该向外国人提供大米补贴，并指责他（罗索华希）在出席国会之前没有做好功课。罗索华希指出，关于补贴的言论实际上是由农业部长末沙布发表，并非慕尤丁，质问安华是否也应该向他与慕尤丁两人一同道歉[24]。